# Torneo Descentralizado
Torneo Descentralizado de Fútbol Profesional, mer känt under namnet Torneo Descentralizado, eller på grund av sponsorskäl Campeonato Descentralizado Copa Movistar, är den peruanska högstadivisionen i fotboll som styrs av det peruanska fotbollsförbundet; Federación Peruana de Fútbol. Totalt spelar 20 lag i ligan.

## Lag säsongen 2020
| Lag                       | Stad      | Stadium                      | Kapacitet |
| ------------------------- | --------- | ---------------------------- | --------- |
| Alianza Lima              | Lima      | Alejandro Villanueva         | 35,000    |
| Alianza Universidad       | Huánuco   | Heraclio Tapia               | 15,000    |
| Atlético Grau             | Piura     | Miguel Grau                  | 25,000    |
| Ayacucho                  | Ayacucho  | Ciudad de Cumaná             | 15,000    |
| Binacional                | Juliaca   | Guillermo Briceño Rosamedina | 20,030    |
| Cantolao                  | Callao    | Miguel Grau                  | 15,000    |
| Carlos A. Mannucci        | Trujillo  | Mansiche                     | 25,000    |
| Carlos Stein              | Chiclayo  | César Flores Marigorda       | 7,000     |
| Cienciano                 | Cusco     | Garcilaso                    | 42,056    |
| Cusco                     | Cusco     | Garcilaso                    | 42,056    |
| Deportivo Llacuabamba     | Pataz     | Comunal de Llacuabamba       | 5,000     |
| Deportivo Municipal       | Huacho    | Segundo Aranda Torres        | 8,000     |
| Melgar                    | Arequipa  | Virgen de Chapi              | 60,000    |
| Sport Boys                | Callao    | Miguel Grau                  | 17,000    |
| Sport Huancayo            | Huancayo  | Estadio Huancayo             | 20,000    |
| Sporting Cristal          | Lima      | Alberto Gallardo             | 18,000    |
| Universidad César Vallejo | Trujillo  | Mansiche                     | 25,000    |
| Universitario             | Lima      | Monumental                   | 80,093    |
| Universidad San Martín    | Lima      | Alberto Gallardo             | 18,000    |
| UTC                       | Cajamarca | Héroes de San Ramón          | 6,300     |

## Titlar per klubb
- Det är idag 21 klubbar som vunnit peruanska högstadivisionen
- Fetmarkerade lag tävlar 2020 i Torneo Descentralizado.
- Lag i kursiv stil är klubbar som inte längre existerar.

| Klubb                  | Mästare | Tvåa | Säsonger som vinnare | Säsonger som tvåa |
| ---------------------- | ------- | ---- | --- | --- |
| Universitario          | 26      | 14   | 1929, 1934, 1939, 1941, 1945, 1946, 1949, 1959, 1960, 1964, 1966, 1967, 1969, 1971, 1974, 1982, 1985, 1987, 1990, 1992, 1993, 1998, 1999, 2000, 2009, 2013 | 1928, 1932, 1933, 1940, 1955, 1965, 1970, 1972, 1978, 1984, 1988, 1995, 2002, 2008                                                       |
| Alianza Lima           | 23      | 23   | 1918, 1919, 1927, 1928, 1931, 1932, 1933, 1948, 1952, 1954, 1955, 1962, 1963, 1965, 1975, 1977, 1978, 1997, 2001, 2003, 2004, 2006, 2017                   | 1914, 1917, 1930, 1934, 1935, 1937, 1943, 1953, 1956, 1961, 1964, 1971, 1982, 1986, 1987, 1993, 1994, 1996, 1999, 2009, 2011, 2018, 2019 |
| Sporting Cristal       | 19      | 13   | 1956, 1961, 1968, 1970, 1972, 1979, 1980, 1983, 1988, 1991, 1994, 1995, 1996, 2002, 2005, 2012, 2014, 2016, 2018                                           | 1962, 1963, 1967, 1973, 1977, 1989, 1992, 1997, 1998, 2000, 2003, 2004, 2015                                                             |
| Sport Boys             | 6       | 9    | 1935, 1937, 1942, 1951, 1958, 1984 | 1938, 1950, 1952, 1959, 1960, 1966, 1976, 1990, 1991                                                                                     |
| Deportivo Municipal    | 4       | 8    | 1938, 1940, 1943, 1950 | 1941, 1942, 1944, 1945, 1946, 1947, 1951, 1981                                                                                           |
| Universidad San Martín | 3       | 0    | 2007, 2008, 2010 | — |
| Atlético Chalaco       | 2       | 4    | 1930, 1947 | 1948, 1957, 1958, 1979 |
| Melgar                 | 2       | 2    | 1981, 2015 | 1983, 2016 |
| Mariscal Sucre †       | 2       | 2    | 1944, 1953 | 1939, 1949 |
| Lima Cricket           | 2       | 1    | 1912, 1914 | 1913 |
| Unión Huaral           | 2       | 1    | 1976, 1989 | 1974 |
| Sport Progreso †       | 2       | 1    | 1921, 1926 | 1920 |
| Sport José Gálvez †    | 2       | 0    | 1915, 1916 | — |
| Juan Aurich            | 1       | 2    | 2011 | 1968, 2014 |
| Jorge Chávez †         | 1       | 1    | 1913 | 1916 |
| Binacional             | 1       | 0    | 2019 | — |
| Centro Iqueño          | 1       | 0    | 1957 | — |
| Defensor Lima          | 1       | 0    | 1973 | — |
| San Agustín            | 1       | 0    | 1986 | — |
| Juan Bielovucic †      | 1       | 0    | 1917 | — |
| Sport Inca †           | 1       | 0    | 1920 | — |